# Make Some Noise Kids
Make Some Noise Kids is een Nederlandse christelijke kindergroep, opgericht in 2013 door Laurens Post en Klaasjan Leenheer. 

## Thematiek
De groep maakt popmuziek met teksten die gericht zijn op kinderen en hun geloofsleven. De samenstelling van elke groep wisselt jaarlijks en wordt door middel van landelijke audities samengesteld. De groep bestaat uit dansers en zangers van 9-12 jaar. Het doel van Make Some Noise Kids is om kinderen te inspireren en aan te moedigen in hun geloof en om hun geloof op een eigentijdse manier te beleven. De teksten van hun nummers zijn dan ook vaak gericht op bijbelverhalen en geloofsprincipes, maar dan vertaald naar de belevingswereld van kinderen.
Make Some Noise Kids gebruikt muziekstijlen zoals pop, hiphop en dance. Hun bekendste liedjes zijn onder andere 'Nummer 1', 'Allerleukste Liedje', en 'Laat het Kerst zijn'. Ook hebben ze diverse singles en videoclips uitgebracht. Veel liederen zijn vertaald naar het Engels. Naast het maken van muziek organiseert Make Some Noise Kids ook liveshows en events.

## Discografie
Make Some Noise Kids de volgende muziekalbums uitgebracht:
- Make Some Noise Kids 1 (2014)
- Make Some Noise Kids 2 (2015)
- Make Some Noise Kids 3 (2016)
- Make Some Noise Kids Kerst (2016)
- Make Some Noise Kids 4 (2017)
- Make Some Noise Kids DANCE! (2018)
- Make Some Noise Kids 5 (2019)
- Make Some Noise Kids 6  (2020)
- All Around The World (2020)
- Make Some Noise Kids 7 (2021)
- Make Some Noise Kids 8 (2024)

## Prijzen
Make Some Noise Kids heeft in de loop der jaren verschillende awards gewonnen, waaronder de Zilveren Duif Award voor 'Beste Kinderalbum' en 'Artiest van het jaar'.
- MusicBrainz: 99a07104-980c-4ce2-918d-ddf59bc3edb8